# Alois Hitler
Alois Hitler (rojen kot Alois Schicklgruber), avstrijski carinski uradnik, * 7. junij 1837, Strones, Spodnja Avstrija, Avstrijsko cesarstvo, † 3. januar 1903, Leonding, Zgornja Avstrija, Avstro-Ogrska.
Znan je kot oče Adolfa Hitlerja, diktatorja nacistične Nemčije.
Alois se je rodil takrat neporočeni Mariji Schicklgruber, identiteta njegovega biološkega očeta pa ni znana. Negotovo starševstvo je privedlo do trditev, da je bila Aloisova tretja žena Klara (Hitlerjeva mati) morda tudi Aloisova sestrična v drugem kolenu ali pol nečakinja. Negotovo starševstvo je pomenilo tudi, da Adolf Hitler ni mogel dokazati, kdo je njegov dedek po očetovi strani, in s tem ni mogel dokazati lastnega »arijskega porekla«. Leta 1876 je Alois prepričal oblasti, naj njegovega pokojnega očima Johanna Georga Hiedlerja priznajo za njegovega biološkega očeta, čeprav so oblasti ime iz neznanih razlogov zapisale kot »Hitler«.
Leta 1876 je Alois najel Klaro za hišno pomočnico in imel z njo razmerje, leta 1885 pa se je z njo poročil. Po besedah tesnega prijatelja je bil Alois »strašno grob« s svojo ženo Klaro in »doma skoraj ni spregovoril besede z njo«. Podobno je Alois ravnal s svojimi otroki.